# 鞍馬寺鞍馬山鋼索鉄道
鞍馬山鋼索鉄道（くらまやまこうさくてつどう）は、京都府京都市左京区にある鞍馬寺への参詣者の利便を図るため、宗教法人鞍馬寺が運行しているケーブルカー。鞍馬山ケーブルの通称も用いられる。鉄道事業法による許可を受けた鉄道としては唯一、宗教法人が運営している。
総延長は0.2kmで、鉄道事業法に基づく路線では日本一短い鉄道路線である。1車両が駅間を往復するだけの単線で行き違い設備はない。乗務員や出札係員などの多くは作務衣を着用している。
2016年5月20日から更新された設備・車両で運行している。車両などのデータは特記なければ2015年5月10日限りで引退した3代目車両のものである。

## 路線データ
- 路線距離（営業キロ）：191m (0.2km)
- 軌間：800mm
- 駅数：2駅（起終点駅含む）
- 高低差：89m
- 最急勾配：499‰（約26°31′）

## 運行形態
閑散期は15分間隔または20分間隔の運行で、所要時間は約2分。多客時はピストン運転（高頻度運転）を行う。始発は山門駅発の場合は8時40分で、多宝塔駅はピストン運転時以外は、すべてその5分後の発車。最終は山門駅発の場合が16時30分で、6月から8月までは17時00分に延長される。

## 車両
車両には、鞍馬寺で修行した源義経の幼名「牛若丸」にちなみ、「牛若號」の愛称がついている。
1996年製の3代目車両「牛若號III」の諸元は以下の通り。
- 乗客定員：31人（ただし、実際は28人で運用されている）
- 軌道及び運行システム設計・施工：安全索道株式会社（1996年）
- 車両製作：大阪車輌工業株式会社（1996年）

軌間800mmのゴムタイヤ式の車両1両と錘との交走式。1957年の開業当初の車両は軌間762mmの鉄車輪2両交走式だった。1976年から使用された2代目車両はゴムタイヤ式に改められたが、架線集電を行っていた(p2)。1996年からの3代目より架線が廃止されモノレールや新交通システムのように軌道脇から集電する方式となった(p3)（なお、ケーブルカーの走行中の集電は、照明および前照灯、車内放送および前窓ワイパー用であり動力用ではない）。2016年からの4代目車両「牛若號IV」は車内で使用する電源を駅で充電する方式になった。

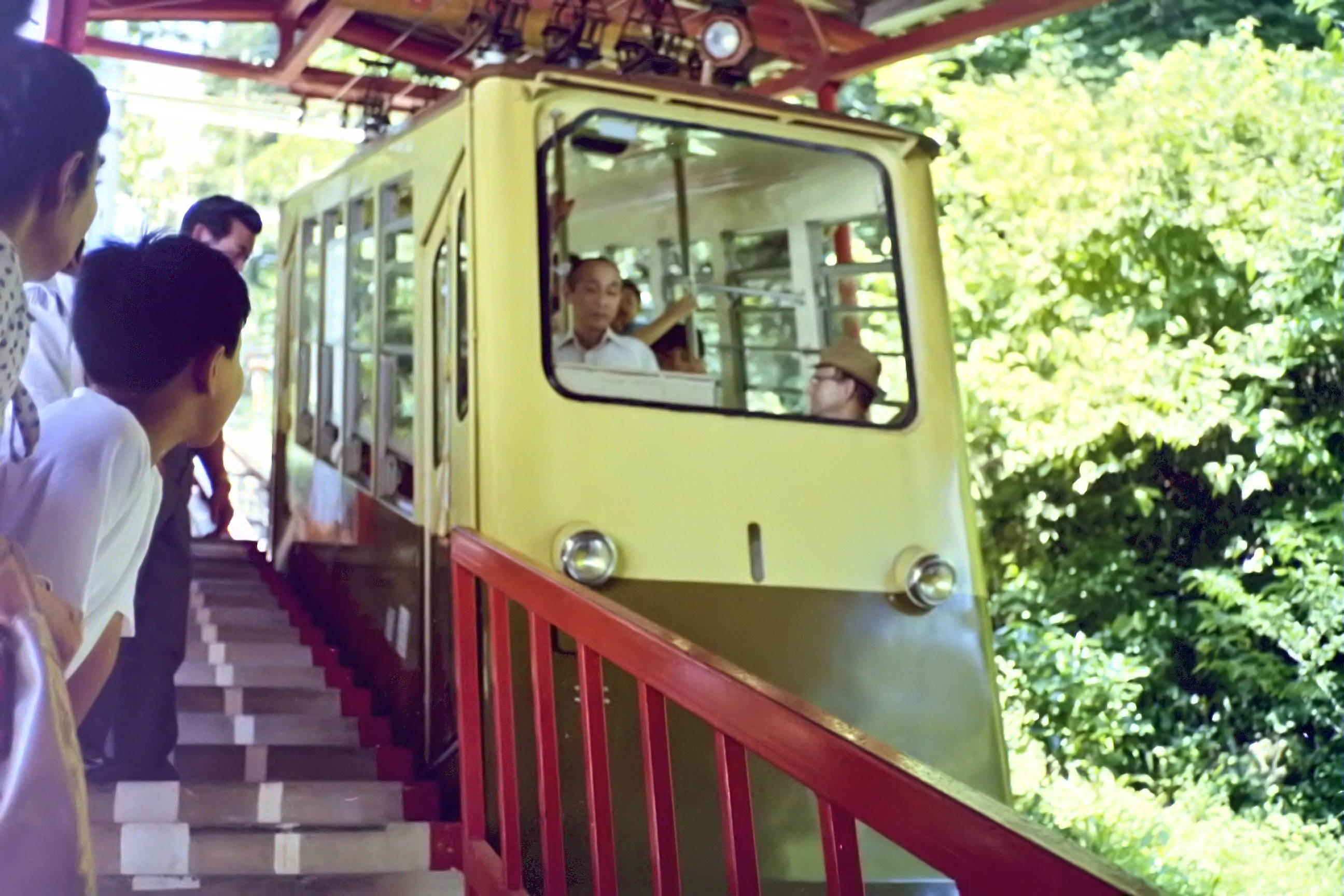
2代目車両 1984年撮影
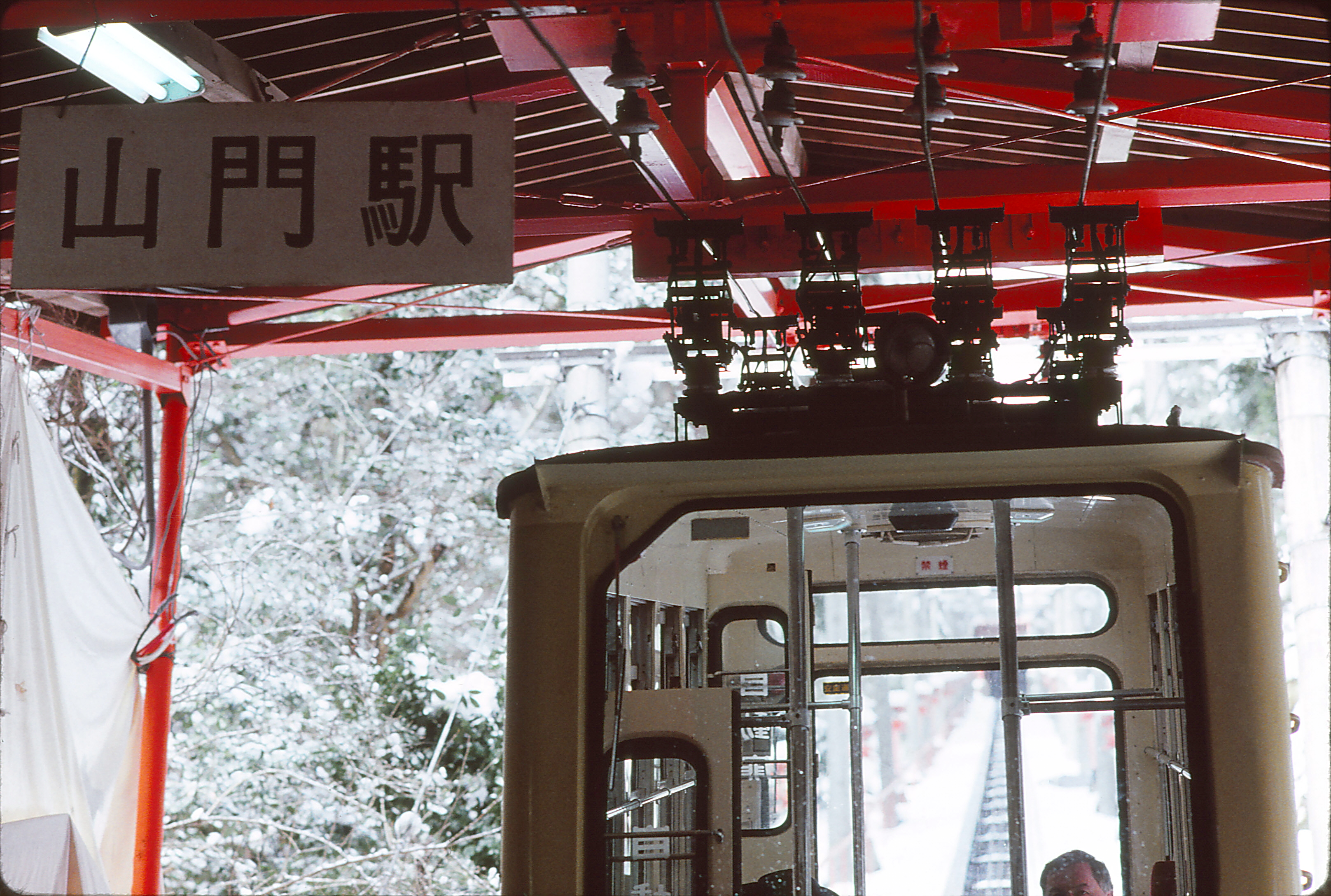
2代目車両　架線集電
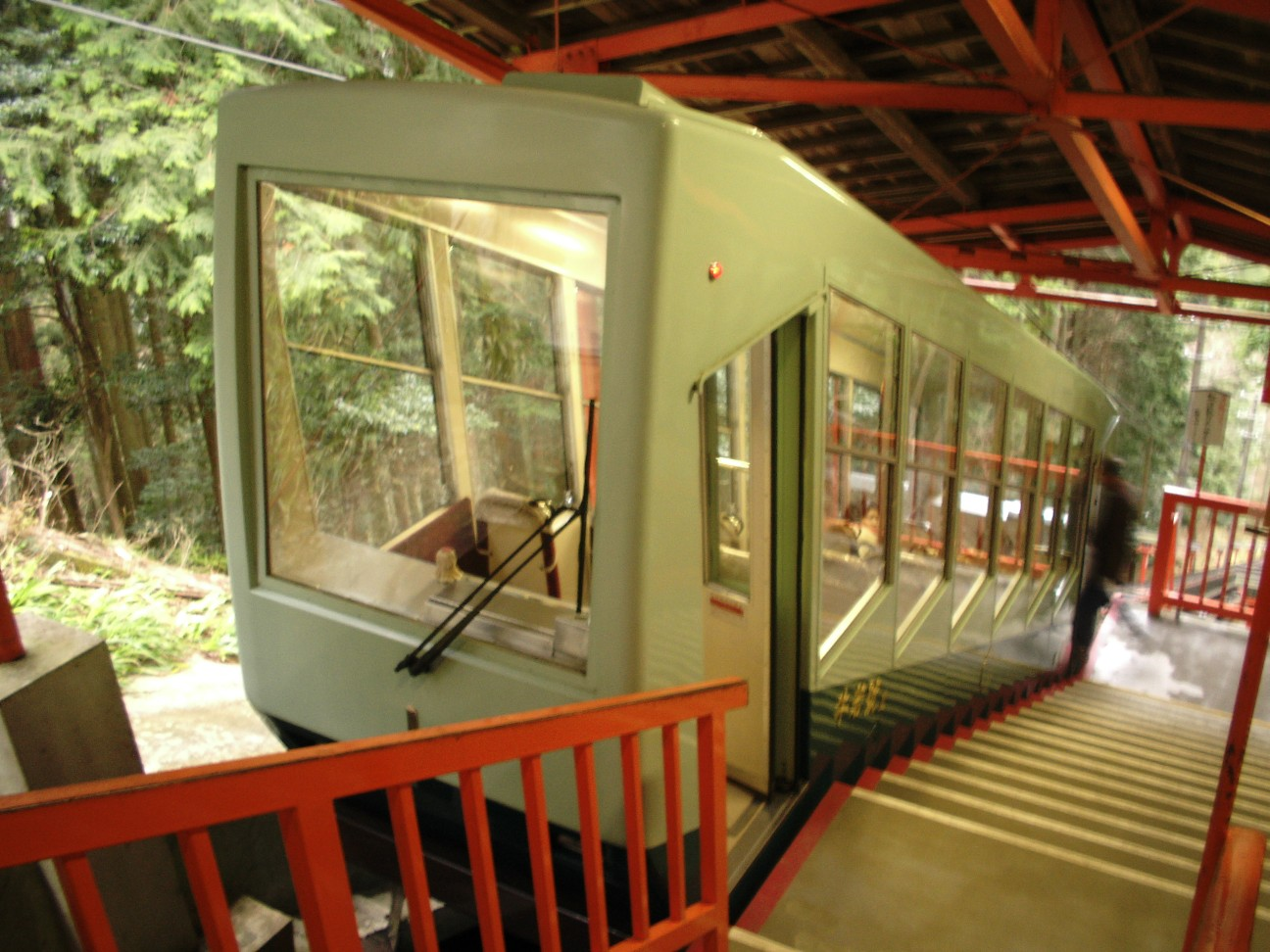
3代目車両 牛若號III
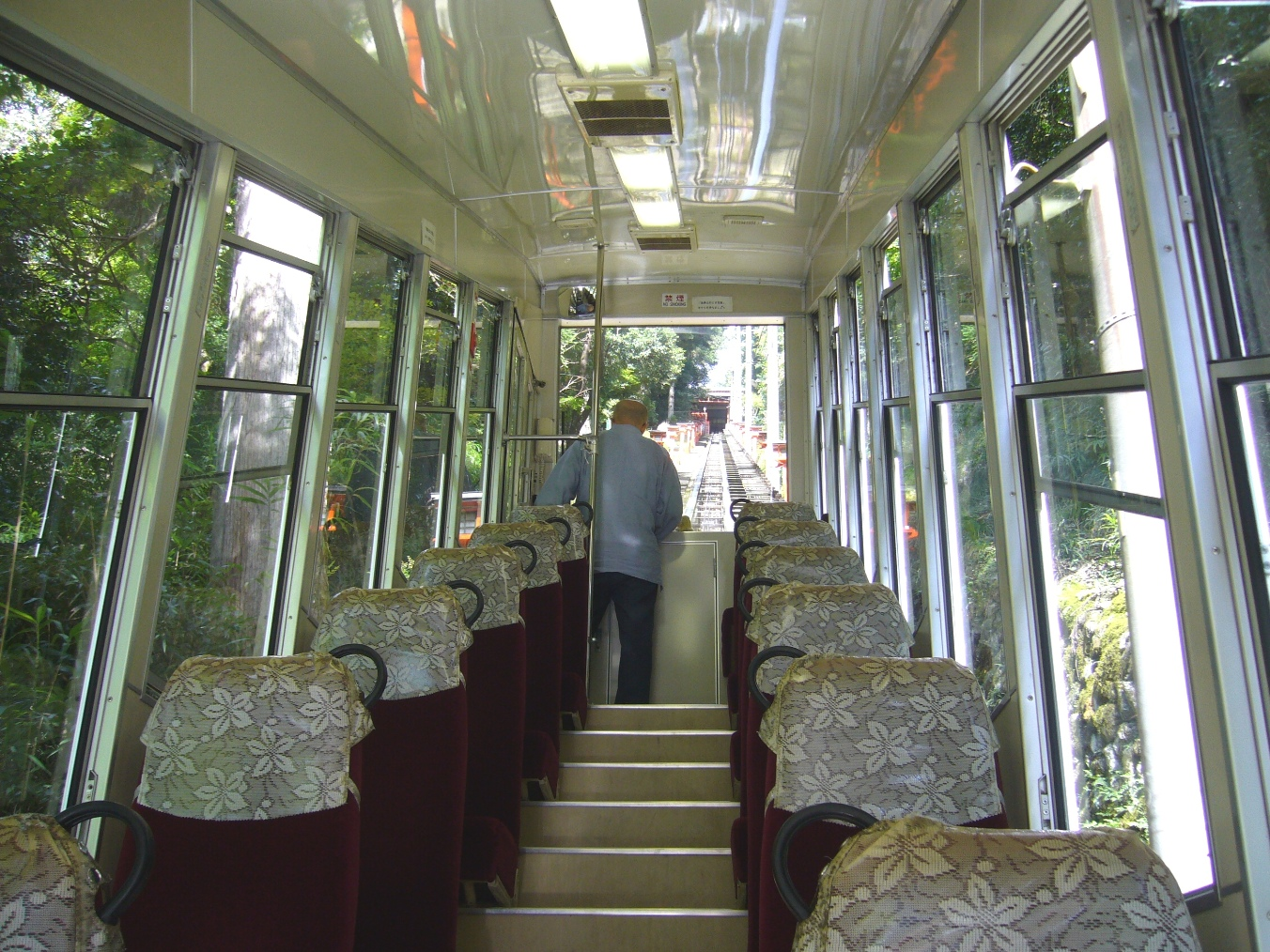
3代目車両 牛若號IIIの車内
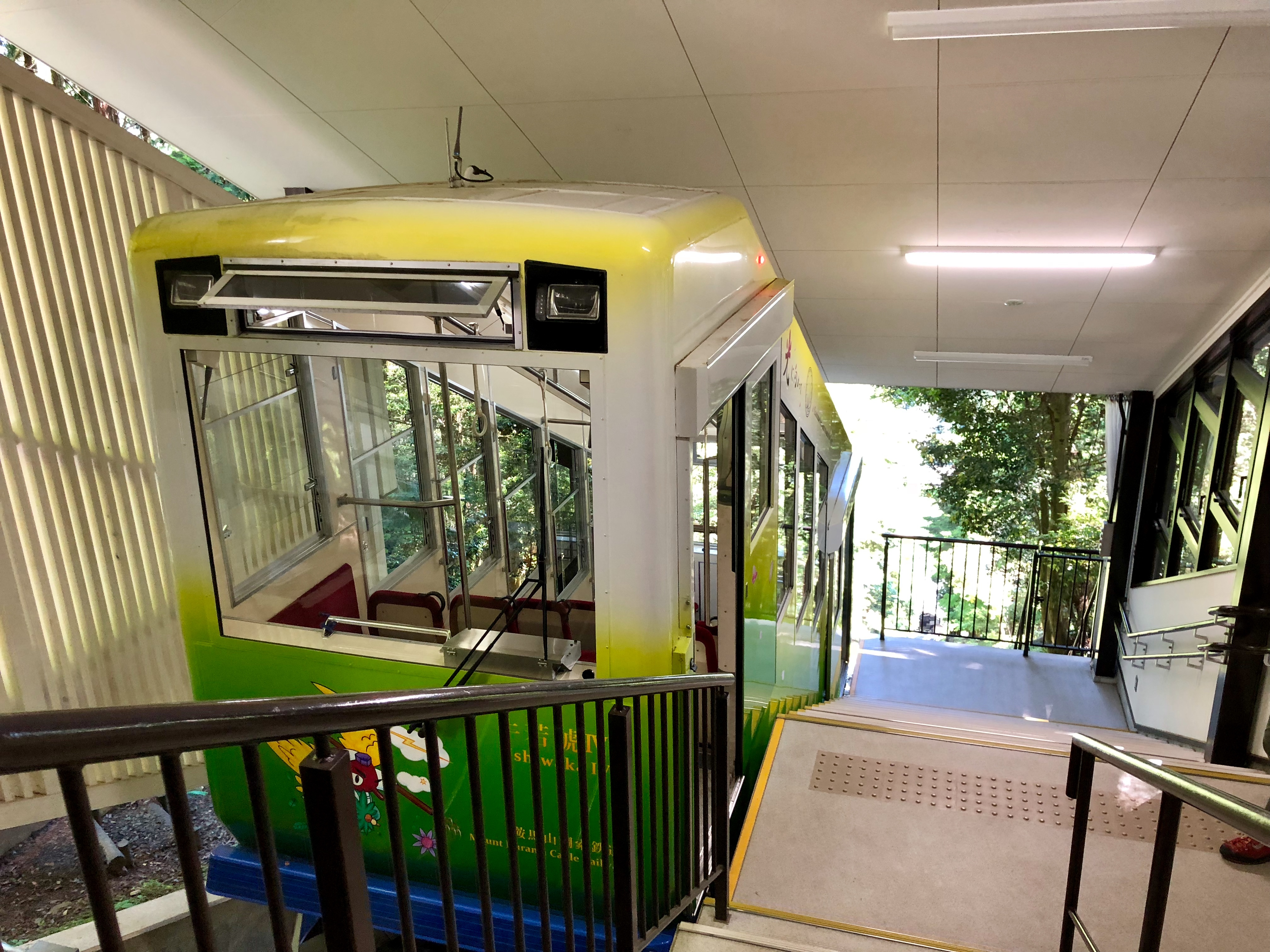
牛若號IV

## 運賃
鉄道事業法による許可を受けた鉄道としては、現在唯一の運賃が無料の鉄道である（かつては箕面鋼索鉄道も無料であった）。ただし、鞍馬寺に諸堂維持の寄付金1口200円（小学生は100円。2015年までは小学生以上1口100円）を寄付した人が、鞍馬寺からの「お礼」のかたちで無料で乗車できるようになっているため、寄付金200円が事実上の運賃といえる。これは鉄道（ケーブルカー）に対する「運賃」として扱うと、宗教法人法の規定により営利事業と見なされるため、宗教法人といえども課税されるが、寺院に対しての「寄付金」だと、宗教活動の一環と見なされるため、非課税扱いになっている。なお、身障者手帳を持っている人とその付添人1名は手帳の等級に関係なく寄付金なしで乗車できる。
鞍馬寺の公式サイトでは「鞍馬山ケーブルは、足の弱い方や年配の方が少しでも楽に参拝できるように敷設されたもので営利事業ではありません。そこで運賃を戴くのではなく、鞍馬山内の堂舎維持にご協力いただいた方に、そのお礼としてケーブルを利用していただくということになっています。」としている。
2015年の改修前までは、駅受付（事実上の切符売場）で諸堂維持の寄付をした人に、事実上の乗車券である「参拝記念の花びら（片道乗車票）」を1口1枚交付していた。これは、「鞍馬山内の諸堂や施設を維持するためにご協力いただきありがとうございました。そのお礼としてケーブルカーを片道ご利用いただきます。この花びらを係員に提示してご乗車ください。」と記された蓮華の花びらの形をした紙の乗車票で、下に半券を切り離すことができるミシン目があり、乗車時に半券を切り離していた。
改修後は自動券売機による寄進票（事実上の乗車券）に変更された。寄進票はレシートのような薄い感熱紙で乗車時に寄進票は回収されるが、券売機は領収書も別に発行できる。以前は券売機の横に「参拝記念」と書かれたかつての「参拝記念の花びら（片道乗車票）」と同じ大きさの紙が置かれて、自由に取って記念に持ち帰ることができるようになっていた。これには「鞍馬山内の諸堂や施設を維持するためにご協力いただきありがとうございました。そのお礼としてケーブルカーを片道ご利用いただきます。この花びらはご参拝の記念におもち帰りください」と記されており、下部に半券部分は無かった。ただし、この「花びら」の配布は既に終了している。
なお、寺側は歩行できる人はケーブルカーを使用せずに参道を歩くことを勧めており、山門駅の入口脇にも掲示されている。その理由は、自然の中を歩いて参拝してこそ、鞍馬寺の本尊であり、自然の力の根源である「尊天」をより強く感じることができるからであり、かつ途中に由岐神社や「魔王の滝」など見どころも多い道で、牛若丸や清少納言も歩いた歴史の道であるとしている。

## 歴史
- 1957年（昭和32年）1月1日 - 山門 - 多宝塔間が開業。
- 1976年（昭和51年）1月 - 2代目車両運行開始。ゴムタイヤ式[7](p2)。
- 1996年（平成8年）8月8日 - 3代目車両運行開始。ゴムタイヤ式。
- 2015年（平成27年）5月11日 - 改修工事のため運休[6][11][12]（当初2016年3月31日までの予定だった[6]）。
- 2016年（平成28年）5月20日 - 4代目車両で運行再開[3][4][5]。

## 駅一覧
- 山門駅
  - 1992年に完成した「普明殿」が駅舎を兼ねている。
- 多宝塔駅
  - ケーブルカー開通当時に建設された「多宝塔礼堂」が駅舎を兼ねている。

## 接続路線
- 山門駅：叡山電鉄鞍馬線の鞍馬駅から徒歩5分。

## 輸送実績
| 年度 | 旅客輸送人員（千人） |
| ---- | -------------------- |
| 1963 | 125                  |
| 1966 | 224                  |
| 1970 | 256                  |
| 1979 | 300                  |
| 1990 | 359                  |
| 2000 | 288                  |

- 私鉄統計年報各年版、民鉄主要統計『年鑑世界の鉄道』1983年『年鑑日本の鉄道』1993.2003年